# 자운영
자운영(紫雲英)은 콩과에 속하는 두해살이풀이다. 중국이 원산지로 한국 각지에서 널리 재배되고 있다.

## 생태
줄기는 뿌리에서 나와 땅 위를 기어가면서 뻗어나간다. 잎은 깃꼴 겹잎으로 어긋나며, 밑부분에는 막질이며 끝이 뾰족한 1쌍의 턱잎이 있다. 작은잎은 얇고 부드러우며 끝이 조금 오목한 타원형이다. 마치 나비와 같은 꽃들이 4~5쌍이 어긋나게 달린다. 봄이 되면 잎겨드랑이에서 나온 긴 꽃자루에 마치 나비와 같은 엷은 홍색의 꽃들이 산형꽃차례를 이루면서 달린다. 이때 각각의 꽃은 길이 1 cm 정도이며, 꽃차례 전체는 지름이 3 cm 정도이다. 열매는 끝이 부리 모양으로 뾰족한 원통 모양의 삭과로, 몇 개씩 방사상으로 모여 달리며, 익으면 검게 되는데 속에는 둥근 엷은 황색 씨가 들어 있다.

## 쓰임새
뿌리에 뿌리혹이 잘 발달되어 질소동화작용이 활발하므로 거름(녹비작물)으로 많이 사용되는데, 특히 개화기에는 베어내어 사료로도 이용한다.

## 사진

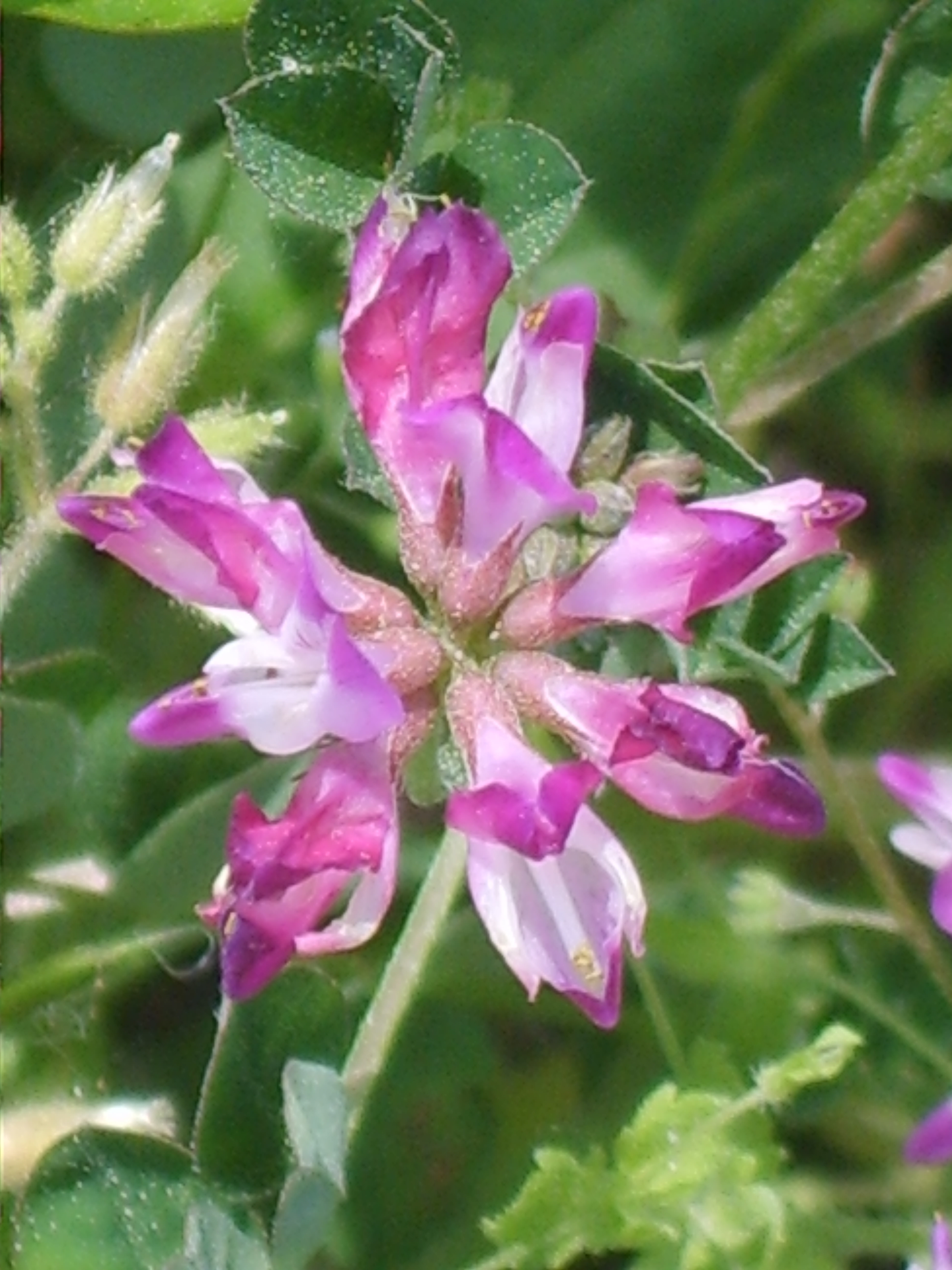
꽃
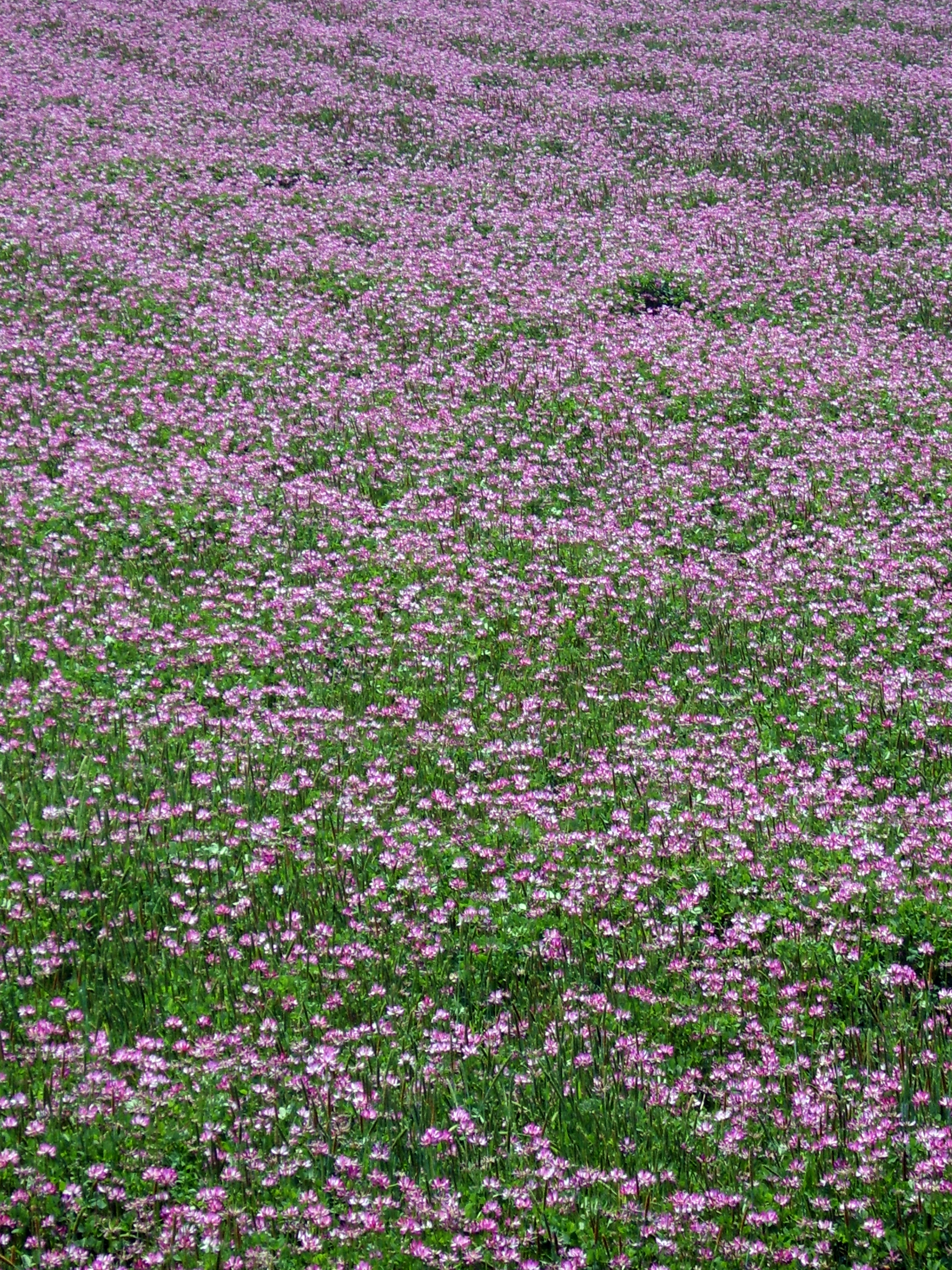
꽃밭
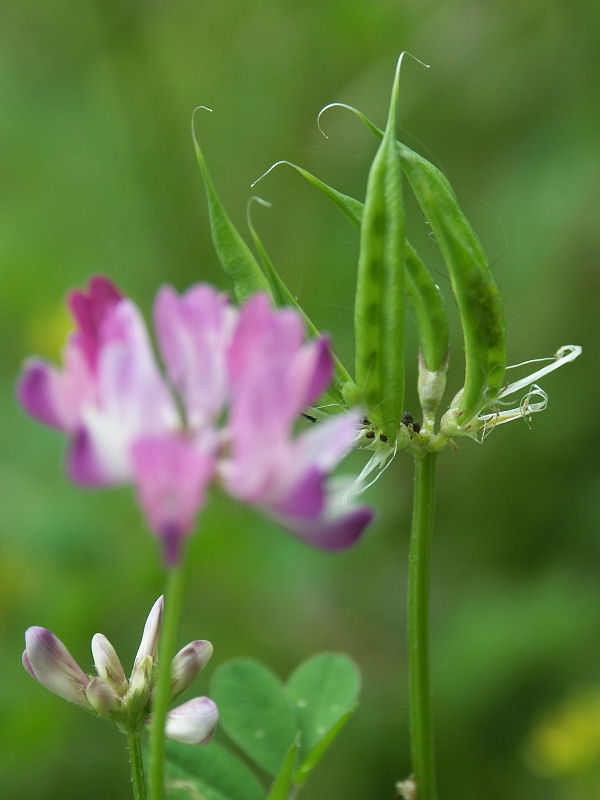
열매
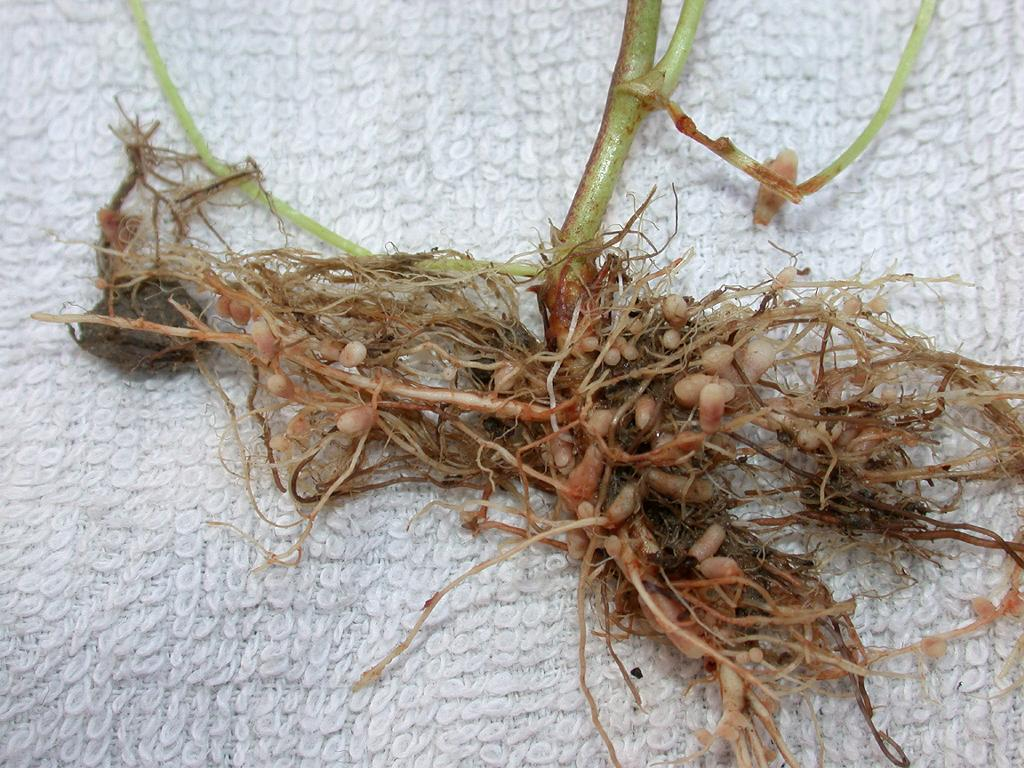
뿌리혹

## 참고 문헌
- 이 문서에는 다음커뮤니케이션(현 카카오)에서 GFDL 또는 CC-SA 라이선스로 배포한 글로벌 세계대백과사전의 내용을 기초로 작성된 글이 포함되어 있습니다.